# Општина Моакша (Ковасна)
Моакша (рум. Moacşa) општина је у Румунији у округу Ковасна.
Oпштина се налази на надморској висини од 545 m.